# Écoulement en charge
Les écoulements en charge sont un des trois types d’écoulements étudiés couramment en hydrodynamique avec les écoulements en surface libre et les écoulements de percolation.

## Définition
Les écoulements en charge sont l'objet d'étude de l’hydraulique en charge. Cette branche de l'hydraulique s’intéresse aux écoulements dans les conduites sans surface libre c’est-à-dire lorsqu’elles sont entièrement remplies de fluide. La section d’écoulement du fluide est égale à la section du canal. L’hydraulique en charge s’applique à tous les canaux à section fermée contrairement à l’hydraulique à surface libre qui s’applique aux canaux à section ouverte comme les rivières, les chenaux, les conduites non remplies etc. Dans une conduite en charge, la pression du fluide varie temporellement suivant les conditions d'écoulement. 
Les propriétés permettant de décrire les écoulements en charge sont le débit, la vitesse d’écoulement du fluide, la viscosité, la rugosité et la géométrie dans le sens de l’écoulement et de la section du canal permettant de calculer les pertes de charges.

## Équation de continuité
L’équation de continuité transcrit le fait qu’aucune matière ne peut apparaître ou disparaître dans un volume fixé.
Pour une même conduite, on a alors un débit constant dans toutes les sections. On écrit :
{\displaystyle Q=S_{n}\times V_{n}=C^{ste}}
avec
- {\displaystyle Q} = débit volumique
- {\displaystyle S_{n}} = surface d’écoulement d’une section n
- {\displaystyle V_{n}} = vitesse débitante, c'est-à-dire la vitesse moyenne d’écoulement sur la section n, autrement définie par :

{\displaystyle {\vec {v}}} étant le champ de vitesse défini en tout point de la section {\displaystyle S_{n}}.

## Équation de Bernoulli (1738)
L’équation de Bernoulli ou équation générale d’écoulement permet de calculer la valeur de la charge totale, c’est-à-dire, l’énergie totale le long de la conduite. Pour un fluide parfait avec une viscosité nulle, cette charge est constante, pour un fluide réel, la charge diminue le long de la canalisation en raison des pertes de charges,. 

### Cas d'un fluide parfait
{\displaystyle Z+{P_{1} \over \rho g}+{v^{2} \over 2g}=H=C^{ste}}
avec 
- {\displaystyle Z} = altitude (en m)
- {\displaystyle P_{1}} = pression au point 1 (en Pa ou N/m²)
- {\displaystyle \rho } = masse volumique en un point (en kg/m³)
- {\displaystyle g} = accélération de la pesanteur (en N/kg ou m/s²)
- {\displaystyle v} = vitesse du fluide au point 1 (en m/s)
- {\displaystyle H} = charge totale

### Cas d'un fluide réel
{\displaystyle Z_{1}+{P_{1} \over \rho g}+{v_{1}^{2} \over 2g}=Z_{2}+{P_{2} \over \rho g}+{v_{2}^{2} \over 2g}+h_{w12}}
avec
- {\displaystyle Z} = altitude (en m)
- {\displaystyle P} = pression en un point (en Pa ou N/m²)
- {\displaystyle \rho } = masse volumique en un point (en kg/m³)
- {\displaystyle g} = accélération de la pesanteur (en N/kg ou m/s²)
- {\displaystyle v} = vitesse du fluide en un point (en m/s)
- {\displaystyle h_{w12}} = pertes de charge entre les points 1 et 2

## Pertes de charges
Les pertes de charges ou pertes d’énergie du fluide dans la conduite sont dues à différents facteurs. On distingue les pertes de charges dites primaires qui sont la conséquence de la viscosité du fluide et de la rugosité des parois de la section d’écoulement (les frottements) et les pertes de charges dites secondaires qui correspondent aux pertes d’énergies engendrées par la géométrie de la conduite : coudes, élargissements, rétrécissement etc. On parle également de pertes de charges linéaires pour les pertes de charges primaires et de pertes de charges ponctuelles pour les pertes de charges secondaires.
{\displaystyle h_{totales}=h_{lineaires}+h_{ponctuelles}}

### Calcul des pertes de charges
Le calcul des pertes de charges dans un réseau sous pression est un élément essentiel de l’hydraulique sous pression. Comme pour les autres domaines de l’hydraulique, il existe différentes formules empiriques permettant d’estimer ces pertes d’énergies.

#### Loi de Hagen-Poiseuille
La loi de Hagen-Poiseuille donne, dans le cas d’un écoulement laminaire dans une conduite circulaire, la relation entre diamètre et débit,.

#### Équation de Hazen-Williams
L’équation de Hazen-Williams permet de calculer les pertes de charge dues à la rugosité des conduites. À la différence de la formule de Poiseuille, limitée aux écoulements à très faible vitesse dans des conduites de petit diamètre, elle permet de décrire les écoulements turbulents de l'eau.
{\displaystyle Q=0,849\;C\,A\,R_{h}^{0,63}\,J^{0,54}}
avec
- {\displaystyle Q} = débit volumique dans la conduite (en m3/s)
- {\displaystyle C} = coefficient de rugosité de Hazen-Williams du matériau constituant la conduite (nombre sans dimension)

#### Loi de Darcy – Weisbach (1857)
La loi de Darcy - Weisbach permet le calcul des pertes de charges linaires dues aux frottements dans le cas de l’eau.
{\displaystyle h_{r}=\lambda {L \over D}{V^{2} \over 2g}}
avec
- {\displaystyle L} = longueur de la conduite considérée (en m)
- {\displaystyle D} = diamètre de la conduite (en m)
- {\displaystyle V} = vitesse du fluide (en m/s)
- {\displaystyle g} = accélération de la pesanteur (en N/kg ou m/s²)
- {\displaystyle \lambda } = coefficient de frottement (sans unité)

Plusieurs formules permettent de calculer le coefficient lambda suivant le régime d'écoulement. 
Dans le cas d'un régime laminaire notamment, on a : 
{\displaystyle \lambda ={64 \over R_{e}}}

#### Formule de Colebrook – White (1938)
La formule de Colebrook - White permet de calculer le coefficient lambda de pertes de charges linaires dues aux frottements et à la viscosité.
{\displaystyle {\frac {1}{\sqrt {\lambda }}}=-2log({\frac {2,51}{Re{\sqrt {\lambda }}}}+{\frac {k}{3,7D}})}
avec :
- {\displaystyle \lambda } = coefficient de perte de charge linéaire
- {\displaystyle Re} = nombre de Reynolds
- {\displaystyle D} = diamètre de la conduite (m)
- {\displaystyle k} = la rugosité de la canalisation

Suivant cette formule, on voit que le coefficient lambda dépend à la fois de la rugosité de la conduite et de la viscosité du fluide.

#### Formule de Blasius (1911)
La formule empirique de Blasius permet de calculer le coefficient lambda pour une valeur du nombre de Reynolds inférieure à 105 ,.
{\displaystyle \lambda ={\frac {0,3164}{R_{e}^{0,25}}}}
avec :
- {\displaystyle \lambda } = coefficient de perte de charge linéaire
- {\displaystyle Re} = nombre de Reynolds

#### Formules de Lechapt et Calmon
Les formules de Lechapt et Calmon sont une simplification de la formule de Colebrook – White et permettent à l’aide de coefficients fonctions de la rugosité de calculer les pertes de charges linéaires avec une précision relativement bonne (maximum 3 % d'écart relatif) dans leur domaine d’application (fluide = eau, vitesses comprises entre 0,4 m/s et 2,0 m/s, température de l’eau de 10 °C),.
{\displaystyle J=L\times {Q^{M} \over D^{N}}}
avec 
{\displaystyle Q} = débit en m³/s
{\displaystyle D} = diamètre en m
{\displaystyle J} = pertes de charges en mm/m

##### Valeurs des coefficients L, M et N en fonction de la rugosité k
| k (mm) | L     | M     | N    |
| ------ | ----- | ----- | ---- |
| 2      | 1,863 | 2,000 | 5,33 |
| 1      | 1,601 | 1,975 | 5,25 |
| 0,5    | 1,400 | 1,960 | 5,19 |
| 0,25   | 1,160 | 1,930 | 5,11 |
| 0,1    | 1,100 | 1,890 | 5,01 |
| 0,05   | 1,049 | 1,860 | 4,93 |
| 0,025  | 1,010 | 1,840 | 4,88 |

#### Diagramme de Moody

Diagramme de Moody.

Établi grâce aux travaux de Nikuradse, le diagramme de Moody, du nom de l'ingénieur américain Lewis Ferry Moody, permet de déterminer le coefficient lambda des pertes de charge en fonction du nombre de Reynolds pour différents types d’écoulements et de rugosités.

#### Formule de Chézy
La formule de Chézy est dérivée de celle de Darcy – Weisbach,.
{\displaystyle h_{w}=1,1\beta {Q^{2} \over K^{2}}L}
avec
- {\displaystyle \beta } = coefficient de vitesse (donné par des tables)
- {\displaystyle Q} = débit en m³/s
- {\displaystyle K} = module de débit
- {\displaystyle L} = longueur de la conduite considérée (en m)

#### Pertes de charges singulières
Pour le calcul des pertes de charges ponctuelles, il existe pour chaque cas particulier une ou plusieurs formules permettant d’approximer les pertes d’énergies locales. Ces formules sont de la forme suivante :
{\displaystyle h_{s}=\zeta _{s}{V^{2} \over 2g}}
avec
- {\displaystyle \zeta _{s}} = coefficient propre à chaque type de perte de charge singulière
- {\displaystyle V} = vitesse du fluide (en m/s)
- {\displaystyle g} = accélération de la pesanteur (en N/kg ou m/s²)

#### Simulation numérique
Il existe aujourd’hui de nombreux modèles de simulation plus ou moins détaillés permettant le calcul et le dimensionnement des conduites et de systèmes complexes tout entier incluant les réseaux, les réservoirs et les différents organes de contrôle tels que les pompes, les vannes etc. De même qu’il est aujourd’hui possible de calculer précisément les pertes de charges singulières grâce à des modèles numériques.

## Champs d’applications pratiques
L’hydraulique en charge s’applique par exemple pour le dimensionnement des réseaux d’eau potable sous pression, des conduites forcées pour la production d’électricité, des réseaux d’irrigation sous pression, de certains réseaux de fluides en charge dans industrie comme par exemple la pétro-industrie, des conduites de refoulement ou d’aspiration des stations de pompages ou de relèvement des eaux usées, des conduites de vidange de réservoirs ou encore des réseaux d’assainissement sous pression.

## Écoulement stationnaire et instationnaire
On parle d’écoulement instationnaire lorsque les conditions hydrauliques se modifient dans le temps. Par exemple, un cas extrême : un coup de bélier hydraulique lors de l’ouverture ou la fermeture soudaine d’une vanne d’arrêt. Une onde de sur- et sous-pressions importantes se propage alors le long du réseau. Ce type d’évènement peut engendrer des dommages importants du réseau.

## Configuration du réseau
La configuration du réseau de conduites joue un rôle important dans la répartition et la fiabilité du service de distribution d’eau par exemple. Les réseaux sous pression ont souvent une configuration en mailles qui permet de pallier des incidents localisés. Chaque point du réseau est relié par plusieurs conduits sous pression. Ce type de système présente une complexité plus élevée qui peut nécessiter des simulations informatiques pour être appréhendée. Différents types de logiciels sont spécialisés pour ces calculs.

## Liens
- Courant dans un Tube - Animation